# Nair Almeida
Pour les articles homonymes, voir Almeida.
Nair Filipe Pires de Almeida, née le 23 janvier 1984 à Lobito, est une handballeuse angolaise.
Elle a participé aux Jeux olympiques d'été de 2004, 2008 et 2012, ainsi qu'aux championnats du monde féminin de handball 2005 et 2007.

## Palmarès

### En équipe nationale
Jeux olympiques
- 9e place aux Jeux olympiques 2004
- 12e place aux Jeux olympiques 2008
- 10e place aux Jeux olympiques 2012

Championnats du monde
- 16e place au Championnat du monde 2005 en Russie
- 7e place au Championnat du monde 2007 en France
- 8e place au Championnat du monde 2011 au Brésil

Championnats d'Afrique
- Médaille d'or au Championnat d'Afrique junior 1998.
- Médaille d'or au Championnat d'Afrique junior 2000.
- Médaille d'argent au Championnat d'Afrique junior 2002.
- Médaille d'or au championnat d'Afrique 2002
- Médaille d'or au championnat d'Afrique 2004
- Médaille d'or au championnat d'Afrique 2006
- Médaille d'or au championnat d'Afrique 2008
- Médaille d'or au championnat d'Afrique 2010
- Médaille d'or au championnat d'Afrique 2012

Jeux africains
- Médaille d'or aux Jeux africains de 2011.

Championnats d'Afrique junior
- Médaille d'or au Championnat d'Afrique junior 1998.
- Médaille d'or au Championnat d'Afrique junior 2000.
- Médaille d'argent au Championnat d'Afrique junior 2002.

### En clubs
Compétitions internationales
- Vainqueur de la Ligue des champions d'Afrique (10) : 2005, 2006, 2007, 2008, 2009, 2010, 2011, 2014, 2015, 2016
- Vainqueur de la Coupe d'Afrique des vainqueurs de coupe (6) : 2008, 2009, 2010, 2011, 2015, 2016
- Vainqueur de la Supercoupe d'Afrique (7) : 2005, 2006, 2007, 2008, 2009, 2010, 2015

Compétitions nationales
- Vainqueur du Championnat d'Angola (10) : 2005, 2006, 2007, 2008, 2009, 2010, 2013, 2014, 2015, 2016
- Vainqueur de la Coupe d'Angola (6) : 2006, 2007, 2008, 2010, 2011, 2015
- Vainqueur de la Supercoupe d'Angola (4) : 2008, 2009, 2010, 2015